# Малый Мичик
Малый Мичик (устар. Гурс-Эйх, чечен. Гурс-Эхк) — река в России, протекает по Ножай-Юртовскому и Курчалоевскому районам Чеченской Республики. Длина реки составляет 15 км. Площадь водосборного бассейна — 32,8 км².
Высота истока — 725 м над уровнем моря. Высота устья — 273 м над уровнем моря. Уклон реки — 30,1 м/км.
Начинается на северной окраине села Бешил-Ирзой. Течёт в общем северном направлении через буковый лес. Устье реки находится в 20 км по правому берегу реки Мичик на территории села Аллерой на высоте ниже 290 метров над уровнем моря.

## Данные водного реестра
По данным государственного водного реестра России относится к Западно-Каспийскому бассейновому округу, водохозяйственный участок реки — Сунжа от впадения реки Аргун и до устья. Речной бассейн реки — Реки бассейна Каспийского моря междуречья Терека и Волги.
Код объекта в государственном водном реестре — 07020001312108200006289.